# 林田昌子
林田 昌子（はやしだ しょうこ、1979年8月10日 - ）は、日本の女性プロボクサー、元キックボクサー。熊本県菊池郡出身。SRSボクシングジム所属。

## 来歴
2000年度に熊本電波工業高等専門学校を卒業後、就職のため上京。その後、2002年に服部栄養専門学校に入学すると同時に、スポーツ栄養士を目指し、勉強のためにキックボクシングを始める。2004年3月、プロを目指し藤原ジムに入門。
2006年2月11日、新日本キックボクシング協会主催の女子興行「ANGEL'S」でSHIBANAMIに判定勝ちし4戦目で初勝利。2007年2月4日、J-NETWORK主催の興行「女祭り 開幕戦」ではフライ級にエントリーし、杉貴美子に判定勝ち。3月31日の準決勝で、グレイシャア亜紀に2-0で判定負けしたが、その試合が評価され、2007年5月20日、ディファ有明大会ではミニフライ級に階級を落とし、岡田敦子の代役として出場。決勝でジェット・イズミに判定負け。トーナメントの結果を元に翌21日付けでミニフライ級1位にランキングされた。
2008年10月3日、全日本キックボクシング連盟「Fighting Base-2」でちはると対戦予定であったが、自身のコンディション不良により一度は不戦敗と発表されたが、ちはるの「試合で決着をつけたい」という希望によりノーコンテストとなった。
2010年8月14日、オーストラリア・ブリスベンで開催されたRUMBLE AT THE RIDGE VIIでジェシカ・トールハーストとWKBF世界ライトフライ級王者決定戦で対戦し、判定負けを喫し王座獲得はならなかった。
2010年10月17日、J-GIRLSフライ級王者グレイシャア亜紀に挑戦し、0-2の判定負けで王座獲得ならず。
この試合を最後にキックボクシングを引退しボクシングに転向、2011年10月にJBCプロライセンスを取得した。
2011年12月19日、後楽園ホールでボクシングデビュー。元アマチュア日本チャンピオンの岩川美花に3回KO負け。
2013年5月31日、比嘉由希子を3回TKOで倒しボクシング初勝利。

## 戦績

### キックボクシング
| キックボクシング 戦績 | キックボクシング 戦績 | キックボクシング 戦績 | キックボクシング 戦績 | キックボクシング 戦績 | キックボクシング 戦績 | キックボクシング 戦績 |
| --------------------- | --------------------- | --------------------- | --------------------- | --------------------- | --------------------- | --------------------- |
| 28 試合               | (T)KO                 | 判定                  | その他                | 引き分け              | 無効試合              |                       |
| 13 勝                 | 1                     | 12                    | 0                     | 0                     | 1                     |                       |
| 14 敗                 | 0                     | 14                    | 0                     | 0                     | 1                     |                       |

| 勝敗 | 対戦相手                 | 試合結果                  | 大会名                                                                                             | 開催年月日     |
| ×    | グレイシャア亜紀         | 2分5R終了 判定0-2         | J-NETWORK「J-GIRLS Catch The stone〜11」 【J-GIRLSフライ級タイトルマッチ】                         | 2010年10月17日 |
| ×    | ジェシカ・トールハースト | 2分5R終了 判定            | RUMBLE AT THE RIDGE VII 【WKBF世界ライトフライ級王者決定戦】                                       | 2010年8月14日  |
| ○    | 田中佑季                 | 2分3R+延長R終了 判定3-0   | J-NETWORK「J-GIRLS Catch The stone〜8」 【J-GIRLSフライ級次期王座挑戦者決定トーナメント 決勝】     | 2010年5月30日  |
| ○    | ジェット・イズミ         | 2分3R終了 判定3-0         | J-NETWORK「J-GIRLS Catch The stone〜6」 【J-GIRLSフライ級次期王座挑戦者決定トーナメント 準決勝】   | 2010年3月28日  |
| ○    | 谷村郁江                 | 2分3R終了 判定3-0         | J-NETWORK「J-GIRLS Catch The stone〜5」                                                            | 2010年1月31日  |
| ○    | ピーナッツほなみ         | 3分3R終了 判定            | 激突II                                                                                             | 2009年11月3日  |
| ×    | 安倍基江                 | 2分3R終了 判定0-3         | J-NETWORK「J-GIRLS Champion Festival 2009」 【Japan Queen Tournament 2009 準決勝】                 | 2009年7月26日  |
| ○    | 大浜芳美                 | 2分3R終了 判定3-0         | J-NETWORK「J-GIRLS Catch The stone〜3」 【Japan Queen Tournament 2009 1回戦】                      | 2009年5月31日  |
| ○    | NANA☆SE                  | 3R 2:06 TKO（タオル投入） | J-NETWORK「J-GIRLS Catch The stone〜2」                                                            | 2009年4月5日   |
| ×    | 神村江里加               | 2分3R終了 判定0-3         | J-NETWORK「J-GIRLS Catch The stone〜1」 【J-GIRLS認定ミニフライ級次期王座決定トーナメント 準決勝】 | 2009年1月18日  |
| －   | ちはる                   | 林田のドクターストップ    | 全日本キックボクシング連盟「Fighting Base-2」 【全日本 vs M-1 JAPAN 先鋒戦】                       | 2008年10月3日  |
| ×    | 紅絹                     | 2分3R+延長R終了 判定1-2   | J-NETWORK「J-GIRLS Summer Kick Carnival」 【J-GIRLSミニフライ級次期挑戦者決定トーナメント 準決勝】 | 2008年7月21日  |
| ×    | シルビア・ラ・ノット     | 2分3R終了 判定0-3         | J-NETWORK「J-GIRLS 菖蒲祭り」 【World Queen Tournament 2008 準決勝】                               | 2008年5月25日  |
| ○    | リンダ・ウームス         | 2分3R+延長R終了 判定3-0   | J-NETWORK「J-GIRLS ひな祭り」 【World Queen Tournament 2008 1回戦】                                | 2008年3月2日   |
| ○    | 吉田正子                 | 2分3R終了 判定3-0         | J-NETWORK「J-GIRLS 白雪祭り」                                                                      | 2008年1月12日  |
| ×    | キム・テギョン           | 1R 1:09 負傷判定0-2       | J-NETWORK「J-GIRLS 風花祭り」                                                                      | 2007年11月4日  |
| ○    | 山田純琴                 | 2分3R終了 判定3-0         | J-NETWORK「J-GIRLS 十六夜祭り 〜NEW HEROINE COMING!!〜」                                           | 2007年9月9日   |
| ×    | ジェット・イズミ         | 2分3R終了 判定0-3         | J-NETWORK「J-GIRLS 女祭り Final round」 【J-GIRLS認定初代ミニフライ級王座決定トーナメント 決勝】   | 2007年5月20日  |
| ○    | 星野久子                 | 2分3R終了 判定3-0         | J-NETWORK「J-GIRLS 女祭り Final round」 【J-GIRLS認定初代ミニフライ級王座決定トーナメント 準決勝】 | 2007年5月20日  |
| ×    | グレイシャア亜紀         | 2分3R終了 判定0-2         | J-NETWORK「J-GIRLS 女祭り 2nd round」 【J-GIRLS認定初代フライ級王座決定トーナメント 準決勝】       | 2007年3月31日  |
| ○    | 杉貴美子                 | 2分3R終了 判定3-0         | J-NETWORK「J-GIRLS 女祭り 開幕戦」 【J-GIRLS認定初代フライ級王座決定トーナメント 1回戦】           | 2007年2月4日   |
| ×    | 星野久子                 | 2分3R終了 判定0-3         | 全日本キックボクシング連盟「CUB☆KICK'S 3day 3rd -CUB☆KICK'S-4」                                    | 2006年10月9日  |
| ×    | 千葉歌織                 | 2分3R終了 判定0-3         | 新日本キックボクシング協会「ANGEL'S 6th」                                                          | 2006年6月25日  |
| ○    | SHIBANAMI                | 2分3R終了 判定2-0         | 新日本キックボクシング協会「ANGEL'S 5th」                                                          | 2006年2月11日  |
| ○    | 大浜芳美                 | 2分3R終了 判定3-0         | 全日本キックボクシング連盟「CUB☆KICK'S I」                                                         | 2006年4月16日  |
| ×    | 四十内としえ             | 2分3R終了 判定0-3         | 全日本キックボクシング連盟「藤原祭り2005」                                                         | 2005年12月5日  |
| ×    | 星野久子                 | 2分3R終了 判定0-3         | 全日本キックボクシング連盟「TRIAL LEAGUE I」                                                       | 2005年3月20日  |
| ×    | 大岸明子                 | 3分2R終了 判定0-3         | 新日本キックボクシング協会「ANGEL'S 1st」                                                          | 2004年12月19日 |

### 総合格闘技
| 総合格闘技 戦績 | 総合格闘技 戦績 | 総合格闘技 戦績 | 総合格闘技 戦績 | 総合格闘技 戦績 | 総合格闘技 戦績 | 総合格闘技 戦績 |
| --------------- | --------------- | --------------- | --------------- | --------------- | --------------- | --------------- |
| 1 試合          | (T)KO           | 一本            | 判定            | その他          | 引き分け        | 無効試合        |
| 0 勝            | 0               | 0               | 0               | 0               | 0               | 0               |
| 1 敗            | 0               | 1               | 0               | 0               | 0               | 0               |

| 勝敗 | 対戦相手 | 試合結果                 | 大会名           | 開催年月日    |
| ×    | ゆうこ   | 2R 3:45 腕ひしぎ十字固め | G-SHOOTO Plus 03 | 2005年9月16日 |

### ボクシング
- 3戦 1勝 1KO 2敗

| 戦           | 日付           | 勝敗 | 時間    | 内容 | 対戦相手             | 国籍 | 備考           |
| ------------ | -------------- | ---- | ------- | ---- | -------------------- | ---- | -------------- |
| 1            | 2011年12月19日 | 敗北 | 3R 0:54 | KO   | 岩川美花(井岡)       | 日本 | プロデビュー戦 |
| 2            | 2012年9月15日  | 敗北 | 2R 1:49 | KO   | 藤原真利子(真正)     | 日本 |                |
| 3            | 2013年5月31日  | 勝利 | 3R 0:31 | TKO  | 比嘉由希子(川崎新田) | 日本 |                |
| テンプレート |                |      |         |      |                      |      |                |

## 入場テーマ曲
- 「Free Your Soul」(SUPERCAR)